# Суркхет (район)
Суркхет (непальск. सुर्खेत जिल्ला) — один из 75 районов Непала. Входит в состав зоны Бхери, которая, в свою очередь, входит в состав Среднезападного региона страны.
На севере граничит с районами Дайлекх и Джаяркот, на юге — с районом Бардия, на западе — с районами Ачхам, Доти и Кайлали зоны Сетхи, на востоке — с районом Сальян зоны Рапти. Площадь района — 2451 км². Административный центр — город Бирендранагар. Суркхет располагается в физико-географическом регионе Внутренние Тераи, который находится между хребтом Сивалик (на юге) и предгорьями Гималаев (на севере). Климат района — умеренный, зимой температуры могут опускаться до 5 °C, а летом — повышаться до 38 °C.
Население по данным переписи 2011 года составляет 350 804 человека, из них 169 421 мужчина и 181 383 женщины. По данным переписи 2001 года население насчитывало 288 527 человек.